# Алехандро Чумасеро
Алехандро Чумасеро (ісп. Alejandro Chumacero, нар. 22 квітня 1991, Ла-Пас) — болівійський футболіст, півзахисник клубу «Зе Стронгест».
Виступав, зокрема, за клуб «Зе Стронгест», а також національну збірну Болівії.

## Клубна кар'єра
Народився 22 квітня 1991 року в місті Ла-Пас. Вихованець футбольної школи клубу «Зе Стронгест». Дорослу футбольну кар'єру розпочав 2007 року в основній команді того ж клубу, в якій провів шість сезонів, взявши участь у 180 матчах чемпіонату. Більшість часу, проведеного у складі «Зе Стронгест», був основним гравцем команди.
Протягом 2013—2013 років захищав кольори команди клубу «Спорт Ресіфі».
До складу клубу «Зе Стронгест» повернувся 2014 року. Відтоді встиг відіграти за команду з Ла-Паса 79 матчів в національному чемпіонаті.

## Виступи за збірні
Протягом 2011–2012 років залучався до складу молодіжної збірної Болівії. На молодіжному рівні зіграв у 3 офіційних матчах.
2010 року дебютував в офіційних матчах у складі національної збірної Болівії. Наразі провів у формі головної команди країни 31 матч, забивши 2 голи.
У складі збірної був учасником розіграшу Кубка Америки 2015 року у Чилі.

## Титули і досягнення

### Клубні
- «Зе Стронгест»

Чемпіон Болівії (2): Клаусура 2012, Клаусура 2013